# Андріївка (Шептицький район)
Андрі́ївка — село в Україні, у Шептицькому районі Львівської області. Населення становить 326 осіб.